# Passy (Seine)

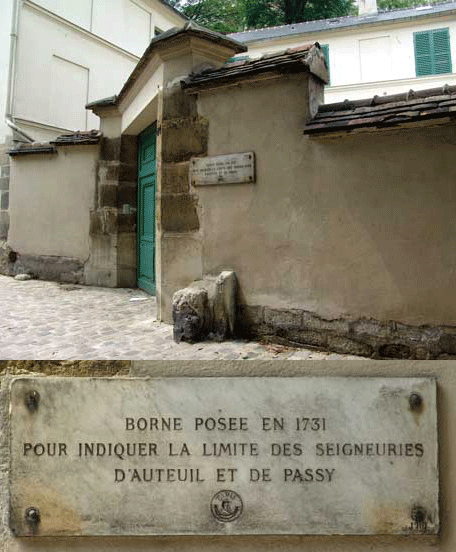

Passy é uma área histórica de Paris, uma antiga comuna do Sena, anexada a Paris em 1º de janeiro de 1860. Com a antiga comuna de Auteuil, elas constituem depois desta data um bairro do 16.º arrondissement de Paris.